# Unione Sportiva Cremonese 2022-2023
Questa voce raccoglie le informazioni riguardanti l'Unione Sportiva Cremonese nelle competizioni ufficiali della stagione 2022-2023.

## Stagione
La stagione 2022-2023 è per i grigiorossi l’8ª partecipazione nella massima serie del Campionato italiano di calcio e la prima dalla sua retrocessione avvenuta nel 1996.
Il 4 settembre, la partita contro il Sassuolo valida per il 5º turno termina 0-0 e i lombardi ottengono così il primo punto stagionale in campionato.
In Coppa Italia, dopo aver estromesso Ternana, Modena, Napoli e Roma, i grigiorossi disputeranno le semifinali della manifestazione per la prima volta dal 1986-1987.

## Divise e sponsor
Lo sponsor tecnico per stagione 2022-2023 è Acerbis
La Cremonese conferma come main sponsor Iltainox (in trasferta Arinox), come official sponsor Acciaieria Arvedi, come sponsor sul braccio Arvedi Tubo Acciaio e come nuovo back sponsor Gruppo Mauro Saviola .
La prima maglia presenta le tradizionali strisce grigiorosse (prendendo spunto dalla maglia indossata negli anni 90 nella celebre finale del Trofeo Anglo-Italiano, vinta contro il Derby County e disputata nel celebre stadio londinese di Wembley), un colletto a polo; sul retro della maglia si trova lo Stemma di Cremona. I pantaloncini sono rossi con banda verticale grigia ed i calzettoni sono grigiorossi.
| Casa | Trasferta | Terza divisa |
| ---- | --------- | ------------ |

## Organigramma societario
Area direttiva
- Presidente Onorario: Giovanni Arvedi
- Presidente: Paolo Rossi
- Vice Presidente: Maurizio Ferraroni
- Consiglio di Amministrazione: Giovanni Benedini, Giuseppe Carletti, Costantino Vaia, Uberto Ventura, Roberto Zanchi
- Consulente strategico: Ariedo Braida
- Direttore generale: Paolo Armenia
- Segretario generale: Andrea Barbiani
- Responsabile amministrativo: Alberto Losi
- Presidente collegio sindacale: Andrea Pedroni
- Segretaria amministrativa: Clara Negri

Area comunicazione e marketing
- Responsabile Comunicazione: Paolo Loda
- Responsabile Marketing: Stefano Allevi
- Ufficio Marketing e Comunicazione: Daniela Fioni
- Responsabile Biglietteria: Andrea Barbiani
- Delegato alla sicurezza: Fausto Tabaglio
- Vice delegato alla sicurezza: Samuele Noli
- Supporter Liaison Officer: Lorenzo Bettoli

Area sportiva
- Direttore sportivo: Simone Giacchetta
- Team Manager: Federico Dall'Asta
- Responsabile del Settore Giovanile: Giovanni Bonavita

Area tecnica
- Allenatore: Massimiliano Alvini
- Vice Allenatore: Renato Montagnolo
- Preparatore atletico: Paolo Artico, Stefano Taparelli
- Preparatore dei Portieri: Massimo Gazzoli
- Collaboratore tecnico: Francesco Bonacci

Area sanitaria
- Recupero infortuni: Cristian Freghieri
- Responsabile Settore Sanitario: Diego Giuliani
- Fisioterapisti: Augusto Bagnoli, Carlo Bentivoglio, Lorenzo Franchi, Davide Mazzoleni

## Rosa
Rosa aggiornata al 26 gennaio 2023.
| N. |                      | Ruolo | Calciatore                |
| -- | -------------------- | ----- | ------------------------- |
| 2  | Scozia (bandiera)    | D     | Jack Hendry               |
| 3  | Italia (bandiera)    | D     | Emanuele Valeri           |
| 4  | Austria (bandiera)   | D     | Emanuel Aiwu              |
| 5  | Messico (bandiera)   | D     | Johan Vásquez             |
| 6  | Svizzera (bandiera)  | C     | Charles Pickel            |
| 7  | Uruguay (bandiera)   | A     | Jaime Báez                |
| 8  | Argentina (bandiera) | C     | Santiago Ascacíbar        |
| 9  | Italia (bandiera)    | A     | Daniel Ciofani (capitano) |
| 10 | Italia (bandiera)    | A     | Cristian Buonaiuto        |
| 11 | Italia (bandiera)    | A     | Samuel Di Carmine         |
| 12 | Italia (bandiera)    | P     | Marco Carnesecchi         |
| 13 | Italia (bandiera)    | P     | Gianluca Saro             |
| 14 | Italia (bandiera)    | C     | Luca Valzania             |
| 15 | Italia (bandiera)    | D     | Matteo Bianchetti         |
| 16 | Italia (bandiera)    | C     | Paolo Bartolomei          |
| 17 | Italia (bandiera)    | D     | Leonardo Sernicola        |
| 18 | Italia (bandiera)    | D     | Paolo Ghiglione           |
| 19 | Italia (bandiera)    | C     | Michele Castagnetti       |
| 20 | Italia (bandiera)    | D     | Luca Ravanelli            |
| 20 | Ghana (bandiera)     | A     | Felix Afena-Gyan          |

| N. |                      | Ruolo | Calciatore        |
| -- | -------------------- | ----- | ----------------- |
| 21 | Romania (bandiera)   | D     | Vlad Chiricheș    |
| 22 | Polonia (bandiera)   | P     | Dorian Ciężkowski |
| 23 | Italia (bandiera)    | C     | Christian Acella  |
| 24 | Italia (bandiera)    | A     | Alex Ferrari      |
| 25 | Romania (bandiera)   | A     | Dennis Politic    |
| 26 | Italia (bandiera)    | A     | Joshua Tenkorang  |
| 26 | Italia (bandiera)    | C     | Marco Benassi     |
| 31 | Italia (bandiera)    | A     | Luca Strizzolo    |
| 32 | Argentina (bandiera) | C     | Gonzalo Escalante |
| 33 | Italia (bandiera)    | D     | Giacomo Quagliata |
| 35 | Italia (bandiera)    | C     | Filippo Nardi     |
| 44 | Georgia (bandiera)   | D     | Luka Lochoshvili  |
| 45 | Senegal (bandiera)   | P     | Mouhamadou Sarr   |
| 60 | Senegal (bandiera)   | D     | Maissa Ndiaye     |
| 62 | Italia (bandiera)    | C     | Tommaso Milanese  |
| 74 | Italia (bandiera)    | A     | Frank Tsadjout    |
| 77 | Nigeria (bandiera)   | A     | David Okereke     |
| 90 | Nigeria (bandiera)   | A     | Cyriel Dessers    |
| 97 | Romania (bandiera)   | P     | Ionuț Radu        |
| 98 | Italia (bandiera)    | A     | Luca Zanimacchia  |

## Calciomercato

### Sessione estiva(dal 01/07 al 01/09)
| Acquisti         | Acquisti           | Acquisti        | Acquisti                         |
| R.               | Nome               | da              | Modalità                         |
| ---------------- | ------------------ | --------------- | -------------------------------- |
| P                | Ionuț Radu         | Inter           | prestito                         |
| P                | Gianluca Saro      | Crotone         | definitivo                       |
| D                | Emanuel Aiwu       | Rapid Vienna    | definitivo                       |
| D                | Vlad Chiricheș     | Sassuolo        | definitivo                       |
| D                | Paolo Ghiglione    | Genoa           | definitivo                       |
| D                | Jack Hendry        | Club Bruges     | prestito                         |
| D                | Luka Lochoshvili   | Wolfsberger     | definitivo                       |
| D                | Maissa Ndiaye      | Roma            | definitivo                       |
| D                | Leonardo Sernicola | Sassuolo        | definitivo                       |
| D                | Giacomo Quagliata  | Heracles Almelo | definitivo                       |
| D                | Johan Vásquez      | Genoa           | prestito con diritto di riscatto |
| C                | Santiago Ascacíbar | Hertha Berlino  | prestito                         |
| C                | Gonzalo Escalante  | Lazio           | prestito con diritto di riscatto |
| C                | Tommaso Milanese   | Roma            | definitivo                       |
| C                | Charles Pickel     | Famalicão       | definitivo                       |
| A                | Cyriel Dessers     | Genk            | definitivo                       |
| A                | David Okereke      | Club Bruges     | definitivo                       |
| A                | Frank Tsadjout     | Milan           | definitivo                       |
| A                | Luca Zanimacchia   | Juventus U23    | rinnovo prestito                 |
| Altre operazioni |                    |                 |                                  |
| R.               | Nome               | da              | Modalità                         |
| C                | Filippo Nardi      | Como            | fine prestito                    |
| C                | Joshua Tenkorang   | Campobasso      | definitivo                       |
| A                | Marco Zunno        | Fiorenzuola     | fine prestito                    |

| Cessioni         | Cessioni              | Cessioni       | Cessioni      |
| R.               | Nome                  | a              | Modalità      |
| ---------------- | --------------------- | -------------- | ------------- |
| D                | Tiago Casasola        | Lazio          | fine prestito |
| D                | Caleb Okoli           | Cremonese      | fine prestito |
| D                | Alessandro Crescenzi  |                | svincolato    |
| D                | Alessandro Fiordaliso | SPAL           | definitivo    |
| D                | Luca Ravanelli        | Frosinone      | prestito      |
| C                | Paolo Bartolomei      | Perugia        | definitivo    |
| C                | Gianluca Gaetano      | Napoli         | fine prestito |
| C                | Nicolò Fagioli        | Juventus       | fine prestito |
| C                | Hamza Rafia           | Juventus       | fine prestito |
| C                | Luca Valzania         | SPAL           | prestito      |
| A                | Samuel Di Carmine     | Perugia        | definitivo    |
| A                | Cedric Gondo          | Ascoli         | prestito      |
| A                | Luca Strizzolo        | Perugia        | prestito      |
| A                | Luca Vido             | Atalanta       | fine prestito |
| Altre operazioni |                       |                |               |
| R.               | Nome                  | a              | Modalità      |
| C                | Francesco Deli        | Pordenone      | definitivo    |
| C                | Daniel Frey           | Carrarese      | prestito      |
| C                | Filippo Nardi         | Reggiana       | prestito      |
| C                | Joshua Tenkorang      | Virtus Entella | prestito      |
| A                | Dennis Politic        | Port Vale      | prestito      |
| A                | Marco Zunno           | Piacenza       | prestito      |

### Sessione invernale(dal 02/01 al 31/01)
| Acquisti         | Acquisti       | Acquisti    | Acquisti                         |
| R.               | Nome           | da          | Modalità                         |
| ---------------- | -------------- | ----------- | -------------------------------- |
| D                | Alex Ferrari   | Sampdoria   | prestito con diritto di riscatto |
| C                | Marco Benassi  | Fiorentina  | prestito                         |
| Altre operazioni |                |             |                                  |
| R.               | Nome           | da          | Modalità                         |
| C                | Blue Mamona    | Fiorenzuola | fine prestito                    |
| A                | Luca Strizzolo | Perugia     | fine prestito                    |

| Cessioni         | Cessioni           | Cessioni       | Cessioni      |
| R.               | Nome               | a              | Modalità      |
| ---------------- | ------------------ | -------------- | ------------- |
| P                | Ionuț Radu         | Inter          | fine prestito |
| D                | Jack Hendry        | Club Bruges    | fine prestito |
| D                | Maissa Ndiaye      | Vicenza        | prestito      |
| C                | Santiago Ascacíbar | Hertha Berlino | fine prestito |
| C                | Jaime Báez         | Frosinone      | definitivo    |
| C                | Gonzalo Escalante  | Lazio          | fine prestito |
| Altre operazioni |                    |                |               |
| R.               | Nome               | da             | Modalità      |
| C                | Blue Mamona        | Imolese        | prestito      |
| C                | Luca Strizzolo     | Modena         | prestito      |

## Risultati

### Serie A

#### Girone di andata
| Arbitro: | Sacchi (Macerata) |

|                                            |           |                            |
| Bonaventura 16’ Jović 34’ Mandragora 90+5’ | Marcatori | 19’ Okereke 68’ Bianchetti |

| Arbitro: | Massimi (Termoli) |

|              |           |  |
| Smalling 65’ | Marcatori |  |

| Arbitro: | Valeri (Roma 2) |

|               |           |                         |
| Sernicola 80’ | Marcatori | 17’ Vlašić 65’ Radonjić |

| Arbitro: | Fourneau (Roma 1) |

|                                     |           |             |
| Correa 12’ Barella 38’ Martínez 76’ | Marcatori | 90’ Okereke |

| Cremona 4 settembre 2022, ore 12:30 CEST 5ª giornata | Cremonese            | 0 – 0 referto | Sassuolo | Stadio Giovanni Zini (9 105 spett.)\| Arbitro: \| Pairetto (Nichelino) \| |
| Arbitro:                                             | Pairetto (Nichelino) |               |          |                                                                           |

| Arbitro: | Colombo (Como) |

|             |           |            |
| Demiral 74’ | Marcatori | 78’ Valeri |

| Arbitro: | Orsato (Schio) |

|  |           |                                                          |
|  | Marcatori | 7’, 21’ (rig.) Immobile 45+2’ Milinković-Savić 79’ Pedro |

| Arbitro: | Marinelli (Tivoli) |

|                      |           |                    |
| Strefezza 42’ (rig.) | Marcatori | 19’ (rig.) Ciofani |

| Arbitro: | Abisso (Palermo) |

|             |           |                                                            |
| Dessers 47’ | Marcatori | 26’ (rig.) Politano 76’ Simeone 90+3’ Lozano 90+4’ Olivera |

| Arbitro: | Manganiello (Pinerolo) |

|                    |           |                       |
| Nzola 19’ Holm 22’ | Marcatori | 2’ Dessers 52’ Pickel |

| Arbitro: | Maresca (Napoli) |

|  |           |            |
|  | Marcatori | 78’ Colley |

| Cremona 30 ottobre 2022, ore 15:00 CET 12ª giornata | Cremonese        | 0 – 0 referto | Udinese | Stadio Giovanni Zini (12 810 spett.)\| Arbitro: \| Irrati (Pistoia) \| |
| Arbitro:                                            | Irrati (Pistoia) |               |         |                                                                        |

| Arbitro: | Marchetti (Ostia Lido) |

|                         |           |                         |
| Piątek 3’ Coulibaly 38’ | Marcatori | 12’ Okereke 89’ Ciofani |

| Cremona 8 novembre 2022, ore 20:45 CET 14ª giornata | Cremonese        | 0 – 0 referto | Milan | Stadio Giovanni Zini (14 758 spett.)\| Arbitro: \| Rapuano (Rimini) \| |
| Arbitro:                                            | Rapuano (Rimini) |               |       |                                                                        |

| Arbitro: | Dionisi (L'Aquila) |

|                          |           |  |
| Cambiaghi 46’ Parisi 88’ | Marcatori |  |

| Arbitro: | Ayroldi (Molfetta) |

|  |           |             |
|  | Marcatori | 90+1’ Milik |

| Arbitro: | Mariani (Aprilia) |

|                 |           |  |
| Lazović 9’, 26’ | Marcatori |  |

| Arbitro: | Massa (Imperia) |

|                         |           |                             |
| Ciofani 67’ Dessers 83’ | Marcatori | 8’ Ciurria 19’, 55’ Caprari |

| Arbitro: | Marchetti (Ostia Lido) |

|                      |           |                    |
| Chiricheș 55’ (aut.) | Marcatori | 50’ (rig.) Okereke |

#### Girone di ritorno
| Arbitro: | Mariani (Aprilia) |

|             |           |                   |
| Okereke 11’ | Marcatori | 21’, 65’ Martínez |

| Arbitro: | Orsato (Schio) |

|  |           |                               |
|  | Marcatori | 58’ Baschirotto 69’ Strefezza |

| Arbitro: | Massimi (Termoli) |

|                                         |           |  |
| Kvaratskhelia 22’ Osimhen 65’ Elmas 79’ | Marcatori |  |

| Arbitro: | Camplone (Pescara 2) |

|                               |           |                         |
| Sanabria 41’ (rig.) Singo 79’ | Marcatori | 54’ Tsadjout 74’ Valeri |

| Arbitro: | Piccinini (Forlì) |

|                                 |           |                |
| Tsadjout 17’ Ciofani 83’ (rig.) | Marcatori | 71’ Spinazzola |

| Arbitro: | Fourneau (Roma 1) |

|                                          |           |                  |
| Laurienté 26’ Frattesi 41’ Bajrami 90+2’ | Marcatori | 62’, 83’ Dessers |

| Arbitro: | Marcenaro (Genova) |

|  |           |                           |
|  | Marcatori | 27’ Mandragora 50’ Cabral |

| Arbitro: | Giua (Olbia) |

|                    |           |             |
| Carlos Augusto 69’ | Marcatori | 61’ Ciofani |

| Arbitro: | Marinelli (Tivoli) |

|                    |           |                                    |
| Ciofani 56’ (rig.) | Marcatori | 44’ de Roon 72’ Boga 90+3’ Lookman |

| Arbitro: | Doveri (Roma 1) |

|                       |           |                                               |
| Léris 15’ Lammers 66’ | Marcatori | 35’ Ghiglione 85’ Lochoshvili 90+5’ Sernicola |

| Arbitro: | Zufferli (Udine) |

|            |           |  |
| Dessers 4’ | Marcatori |  |

| Arbitro: | Fourneau (Roma 1) |

|                                    |           |  |
| Samardžić 2’ Pérez 27’ Success 36’ | Marcatori |  |

| Arbitro: | Doveri (Roma) |

|            |           |           |
| Okereke 9’ | Marcatori | 75’ Verdi |

| Arbitro: | Pairetto (Nichelino) |

|               |           |             |
| Messias 90+3’ | Marcatori | 77’ Okereke |

| Arbitro: | Guida (Torre Annunziata) |

|                         |           |  |
| Ciofani 41’ Vásquez 77’ | Marcatori |  |

| Arbitro: | Chiffi (Padova) |

|                        |           |  |
| Fagioli 55’ Bremer 79’ | Marcatori |  |

| Arbitro: | Valeri (Roma 2) |

|               |           |                                                                  |
| Ciofani 90+1’ | Marcatori | 14’ Arnautović 27’ Ferguson 45+1’ Posch 62’ Orsolini 80’ Sansone |

| Arbitro: | Giua (Olbia) |

|                                    |           |                                 |
| Hysaj 4’ Milinković-Savić 38’, 89’ | Marcatori | 54’ Galdames 58’ (aut.) Lazzari |

| Arbitro: | Perenzoni (Rovereto) |

|                                   |           |  |
| Buonaiuto 26’ (rig.) Tsadjout 88’ | Marcatori |  |

### Coppa Italia

#### Turni eliminatori
| Arbitro: | Giua (Olbia) |

|                                             |           |                          |
| Bogdan 15’ (aut.) Okereke 22’ Quagliata 60’ | Marcatori | 54’ Rovaglia 57’ Palumbo |

| Arbitro: | Paterna (Teramo) |

|                                                 |           |                      |
| Okereke 77’ Afena-Gyan 84’ Sernicola 111’, 120’ | Marcatori | 89’ (rig.), 90’ Diaw |

#### Fase finale
| Arbitro: | Ferrieri Caputi (Livorno) |

|                                            |                      |                                              |
| Juan Jesus 33’ Simeone 36’                 | Marcatori            | 18’ Pickel 87’ Afena-Gyan                    |
| Politano Simeone Zieliński Lobotka Osimhen | Tiri di rigore 4 – 5 | Vásquez Buonaiuto Tsadjout Valeri Afena-Gyan |

| Arbitro: | Fabbri (Ravenna) |

|               |           |                                     |
| Belotti 90+4’ | Marcatori | 28’ (rig.) Dessers 49’ (aut.) Çelik |

| Arbitro: | Mariani (Aprilia) |

|  |           |                                |
|  | Marcatori | 20’ Cabral 75’ (rig.) González |

| Firenze 26 aprile 2023, ore 21:00 CEST Semifinale - Ritorno | Fiorentina         | 0 – 0 referto | Cremonese | Stadio Artemio Franchi (31 131 spett.)\| Arbitro: \| Marinelli (Tivoli) \| |
| Arbitro:                                                    | Marinelli (Tivoli) |               |           |                                                                            |

## Statistiche

### Statistiche di squadra
Statistiche aggiornate al 4 giugno 2023. 
| Competizione | Punti | In casa | In casa | In casa | In casa | In casa | In casa | In trasferta | In trasferta | In trasferta | In trasferta | In trasferta | In trasferta | Totale | Totale | Totale | Totale | Totale | Totale | DR  |
| Competizione | Punti | G       | V       | N       | P       | Gf      | Gs      | G            | V            | N            | P            | Gf           | Gs           | G      | V      | N      | P      | Gf     | Gs     | DR  |
| ------------ | ----- | ------- | ------- | ------- | ------- | ------- | ------- | ------------ | ------------ | ------------ | ------------ | ------------ | ------------ | ------ | ------ | ------ | ------ | ------ | ------ | --- |
| Serie A      | 27    | 19      | 4       | 4       | 11      | 15      | 31      | 19           | 1            | 8            | 10           | 21           | 38           | 38     | 5      | 12     | 21     | 36     | 69     | -33 |
| Coppa Italia | -     | 3       | 2       | 0       | 1       | 7       | 6       | 3            | 1            | 2            | 0            | 4            | 3            | 6      | 3      | 2      | 1      | 11     | 9      | +2  |
| Totale       | -     | 22      | 6       | 4       | 12      | 22      | 37      | 22           | 2            | 10           | 10           | 25           | 40           | 44     | 8      | 14     | 22     | 47     | 78     | -31 |

### Andamento in campionato
| Giornata  | 1  | 2  | 3  | 4  | 5  | 6  | 7  | 8  | 9  | 10 | 11 | 12 | 13 | 14 | 15 | 16 | 17 | 18 | 19 | 20 | 21 | 22 | 23 | 24 | 25 | 26 | 27 | 28 | 29 | 30 | 31 | 32 | 33 | 34 | 35 | 36 | 37 | 38 |
| --------- | -- | -- | -- | -- | -- | -- | -- | -- | -- | -- | -- | -- | -- | -- | -- | -- | -- | -- | -- | -- | -- | -- | -- | -- | -- | -- | -- | -- | -- | -- | -- | -- | -- | -- | -- | -- | -- | -- |
| Luogo     | T  | T  | C  | T  | C  | T  | C  | T  | C  | T  | C  | C  | T  | C  | T  | C  | T  | C  | T  | C  | C  | T  | T  | C  | T  | C  | T  | C  | T  | C  | T  | C  | T  | C  | T  | C  | T  | C  |
| Risultato | P  | P  | P  | P  | N  | N  | P  | N  | P  | N  | P  | N  | N  | N  | P  | P  | P  | P  | N  | P  | P  | P  | N  | V  | P  | P  | N  | P  | V  | V  | P  | N  | N  | V  | P  | P  | P  | V  |
| Posizione | 11 | 18 | 19 | 19 | 19 | 18 | 19 | 19 | 19 | 19 | 20 | 19 | 18 | 18 | 18 | 19 | 20 | 20 | 20 | 20 | 20 | 20 | 20 | 19 | 19 | 19 | 20 | 20 | 19 | 19 | 19 | 19 | 19 | 19 | 19 | 19 | 19 | 19 |

Fonte:  Serie A – Classifica, su legaseriea.it.
Legenda:

Luogo: C = Casa; T = Trasferta. Risultato: V = Vittoria; N = Pareggio; P = Sconfitta.

### Statistiche dei giocatori
aggiornato al 2 agosto 2022